# Kram (Bośnia i Hercegowina)
Kram (cyr. Крам) – wieś w Bośni i Hercegowinie, w Republice Serbskiej, w gminie Han Pijesak. W 2013 roku liczyła 62 mieszkańców.